# Николаев, Вадим Георгиевич
Вадим Георниевич Николаев (7 августа 1939, Москва — 10 августа 2015, Москва) — советский и российский геолог, доктор геолого-мнералогических наук в ГИН РАН, специалист по структуре осадочного чехла разных регионов Евразии и Африки, координатор международных программ по геологии.

## Биография
В 1957 году окончил среднюю школу № 70 в Москве.
В 1965—1971 годах учился на вечернем отделении геологического факультета МГУ, получил специальность инженер-геолог.
В 1958—1959 годах работал научно-техническим сотрудником Совета по изучению производительных сил АН СССР.
C ноября 1959 года работал в Геологическом институте (ГИН) АН СССР/РАН: лаборант, старший лаборант, младший научный сотрудник (1974), старший научным сотрудником (1983).
В 1982 году защитил в ГИН АН СССР кандидатскую диссертацию по теме: «Строение и развитие неогеново-антропогенового чехла Паннонского бассейна» — кандидат геолого-минералогических наук.
В 1987 году работал по теме «Структурный и литологический анализ осадочных чехлов океанов и континентов в связи с их возможной нефтегазоносностью».
В 1990 году участвовал в научном проекте по теме «Сравнительный анализ геологического строения осадочного чехла озера Байкал и озера Танганьика».
в 1993 году защитил в ГИН РАН докторскую диссертацию по теме «Кайнозойские континентальные рифтогенные и лабигенные структуры (Строение осадочного чехла и развитие)» — доктор геолого-минералогических наук..
Начал работать по проекту «Строение и развитие неоген-антропогенового» чехла Паннонского бассейна.
Основной темой исследований было изучение тектоники осадочных чехлов структур разного происхождения и возможных механизмов их образования (формирования).
С помощью геологических и геофизических методов изучал литологию и тектонику различных структурных элементов земной коры, среди них:
- Паннонский бассейн,
- Байкальская впадина,
- Тургайская впадина,
- Восточно-Европейская платформа,
- Восточно-Африканская рифтовая долина.

Участвовал в составлении макетов тектонических карт Евразии и Северной Евразии.
Сотрудничал с учёными из Белоруссии, Китая и других стран.
Скончался 10 августа 2015 года, после продолжительной болезни, в городе Москве.

## Членство в организациях и программах
- 1954 — ВЛКСМ
- 1969 — КПСС.
- Проект «Седимент»
- Член советской секции АН СССР по сотрудничеству в академиями социалистических стран.
- Советская часть Комплексно-целевой программы «Земная кора».
- Международная программа «Литосфера».
- Координатор Советско-Бельгийского проекта Сравнительного анализа механизмов образования рифтов.